# Ekprocessionspinnare

Ekprocessionspinnare, Thaumetopoea processionea, är en fjärilsart som beskrevs av Carl von Linné 1758. Ekprocessionspinnare ingår i släktet Thaumetopoea och familjen tandspinnare, Notodontidae. Arten förekommer tillfälligt i Sverige, men reproducerar sig inte. En underart finns listad i Catalogue of Life, Thaumetopoea processionea pseudosolitaria Daniel, Forster & Osthelder, 1951.

## Bildgalleri

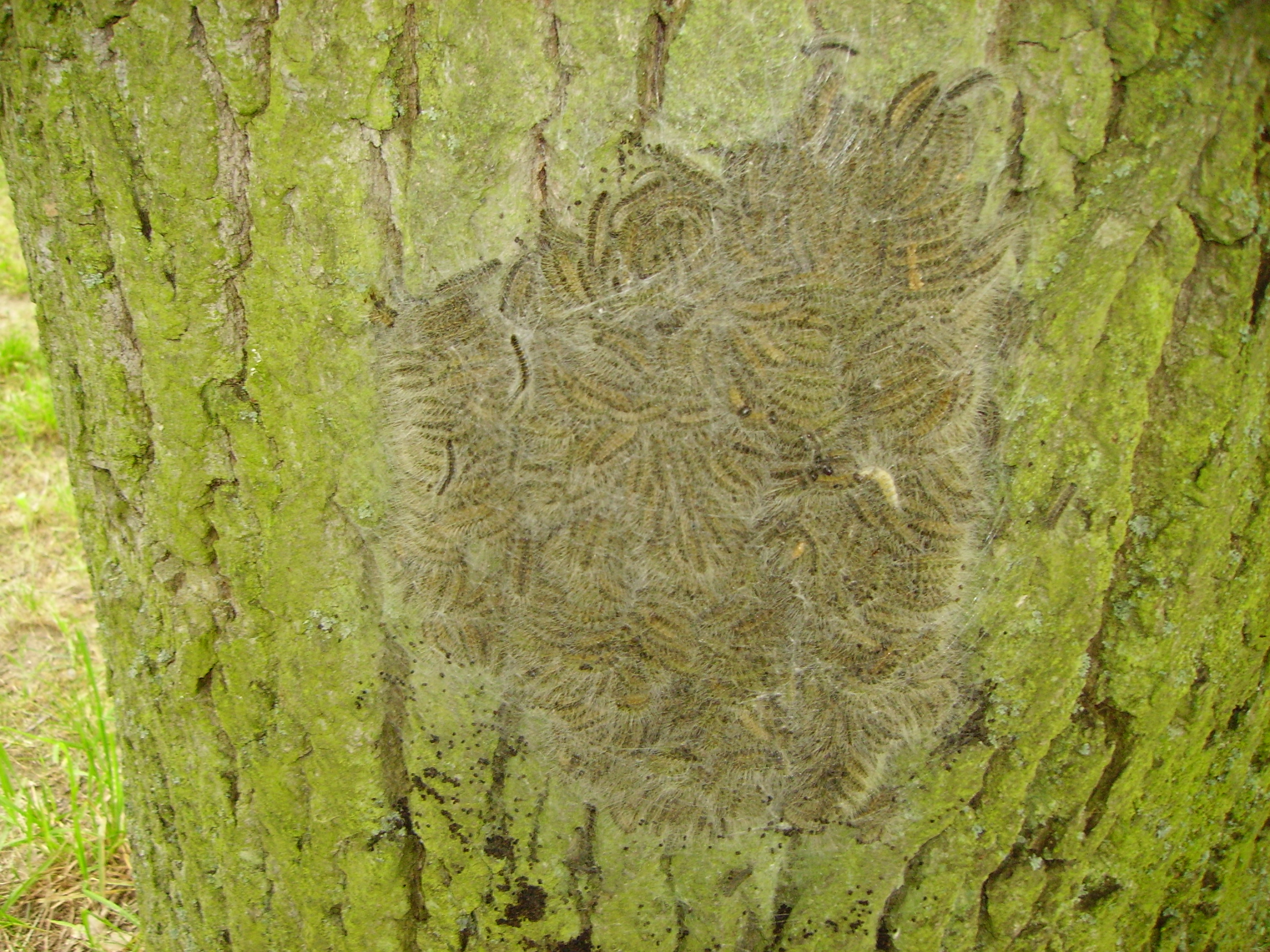
Ansamling av fjärilslarver
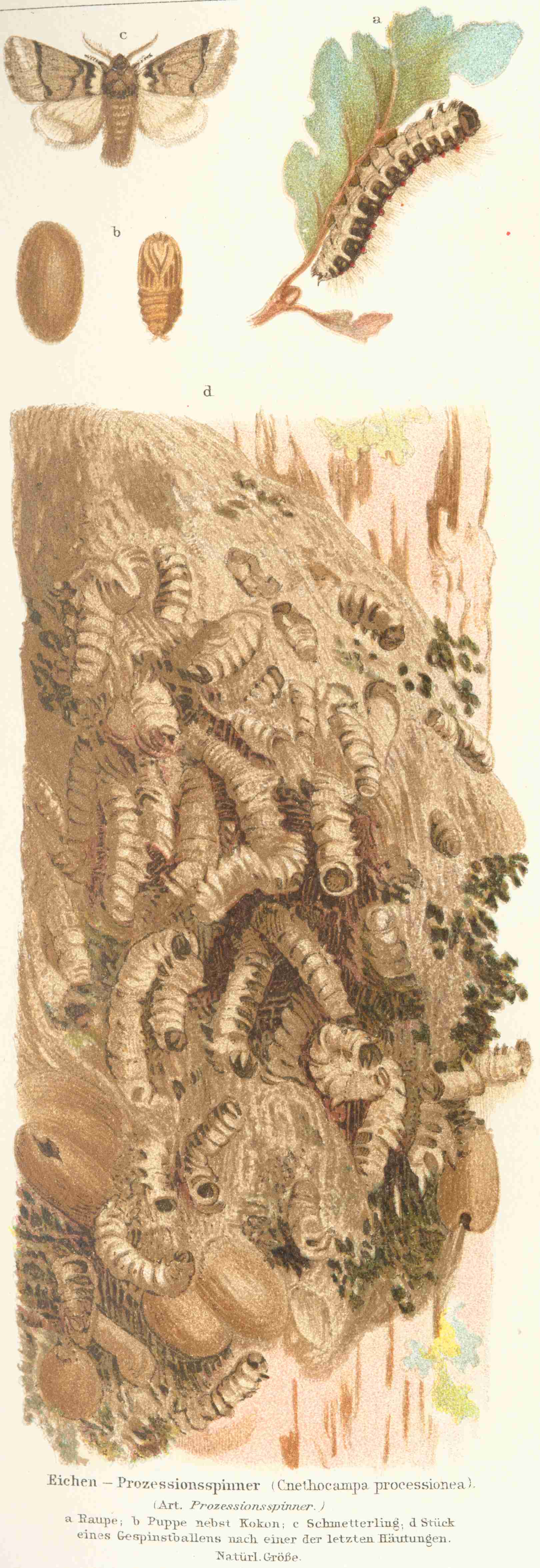
Plansch över fjärilens livscykel
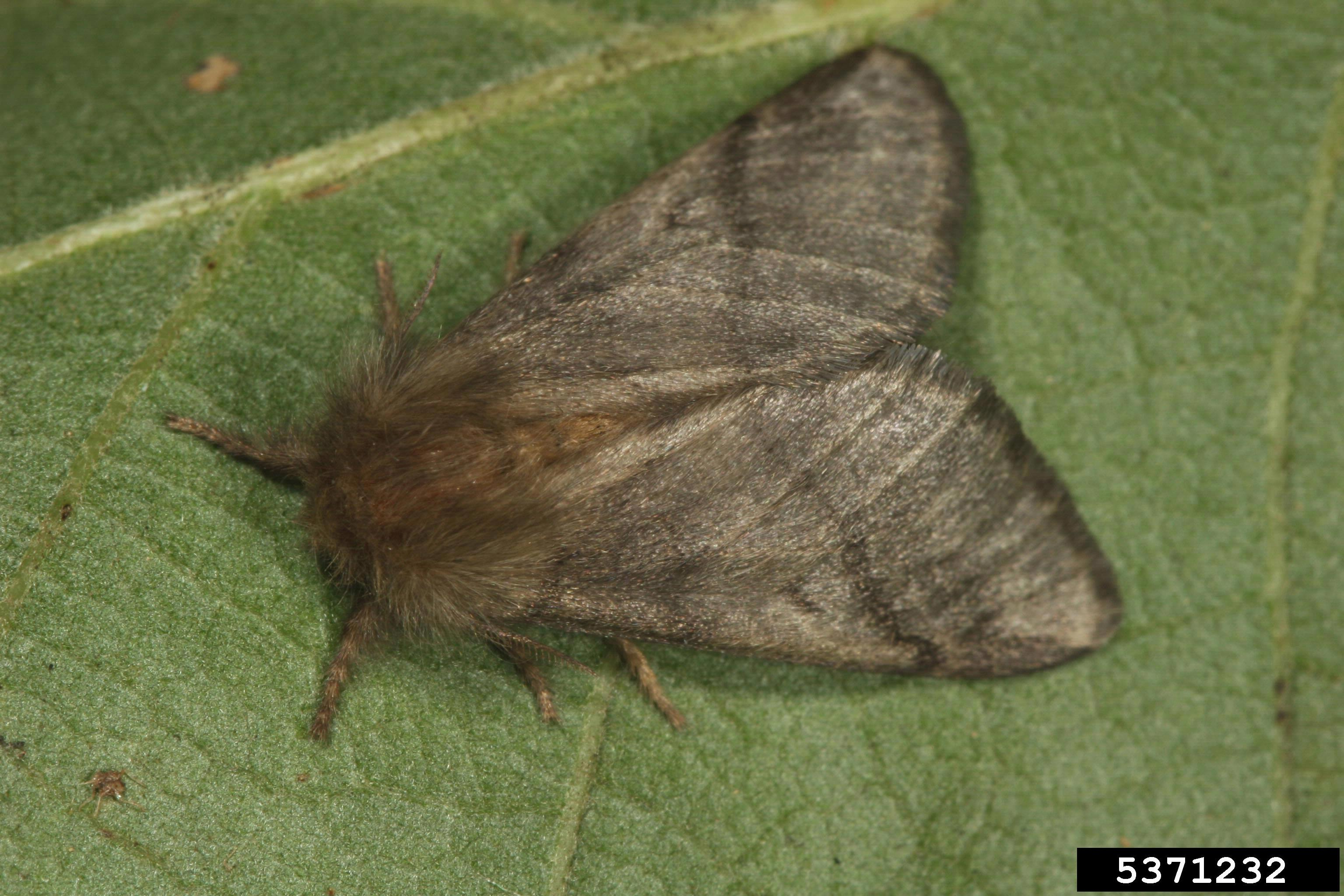
Imago fjäril
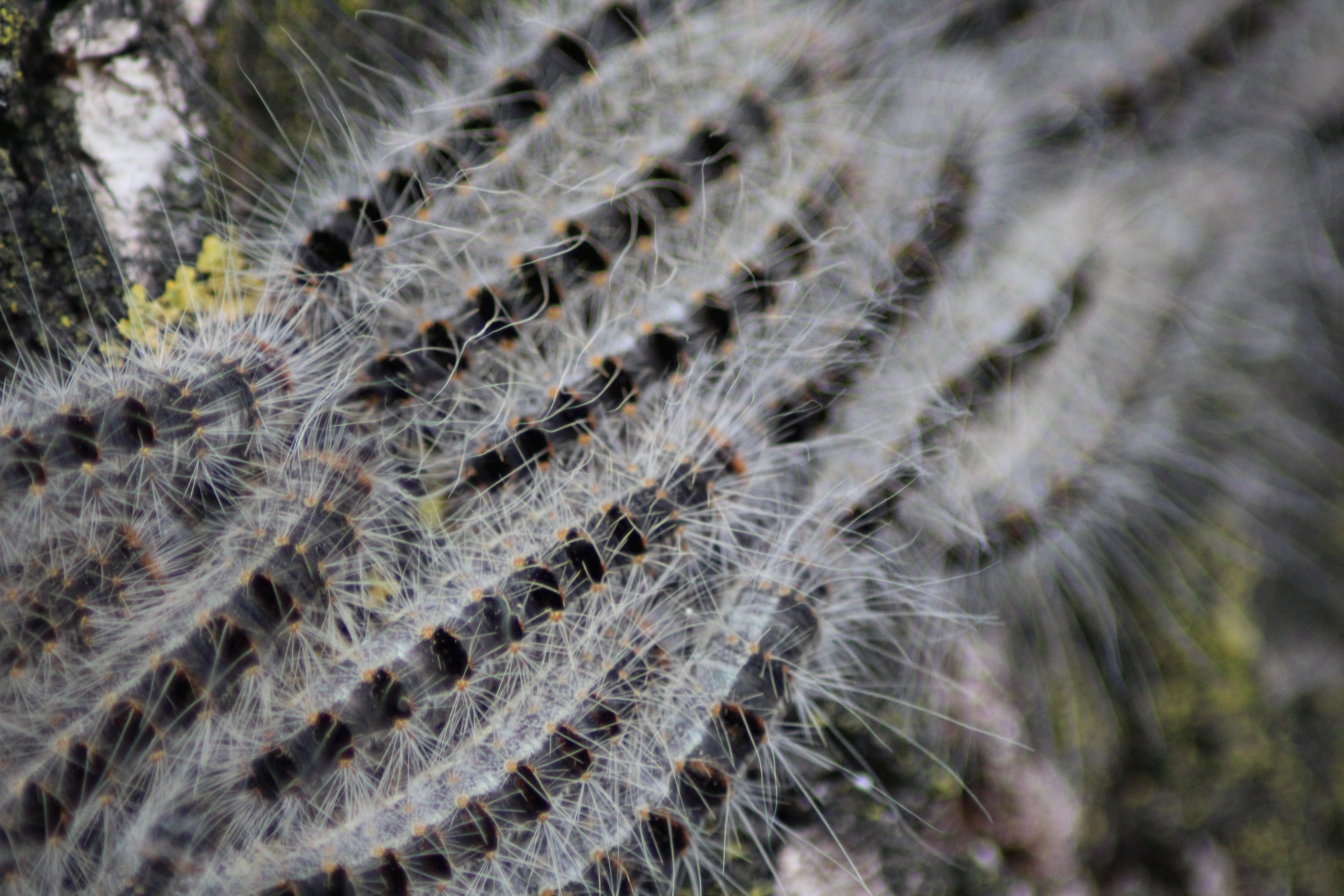
fjärilslarver i procession
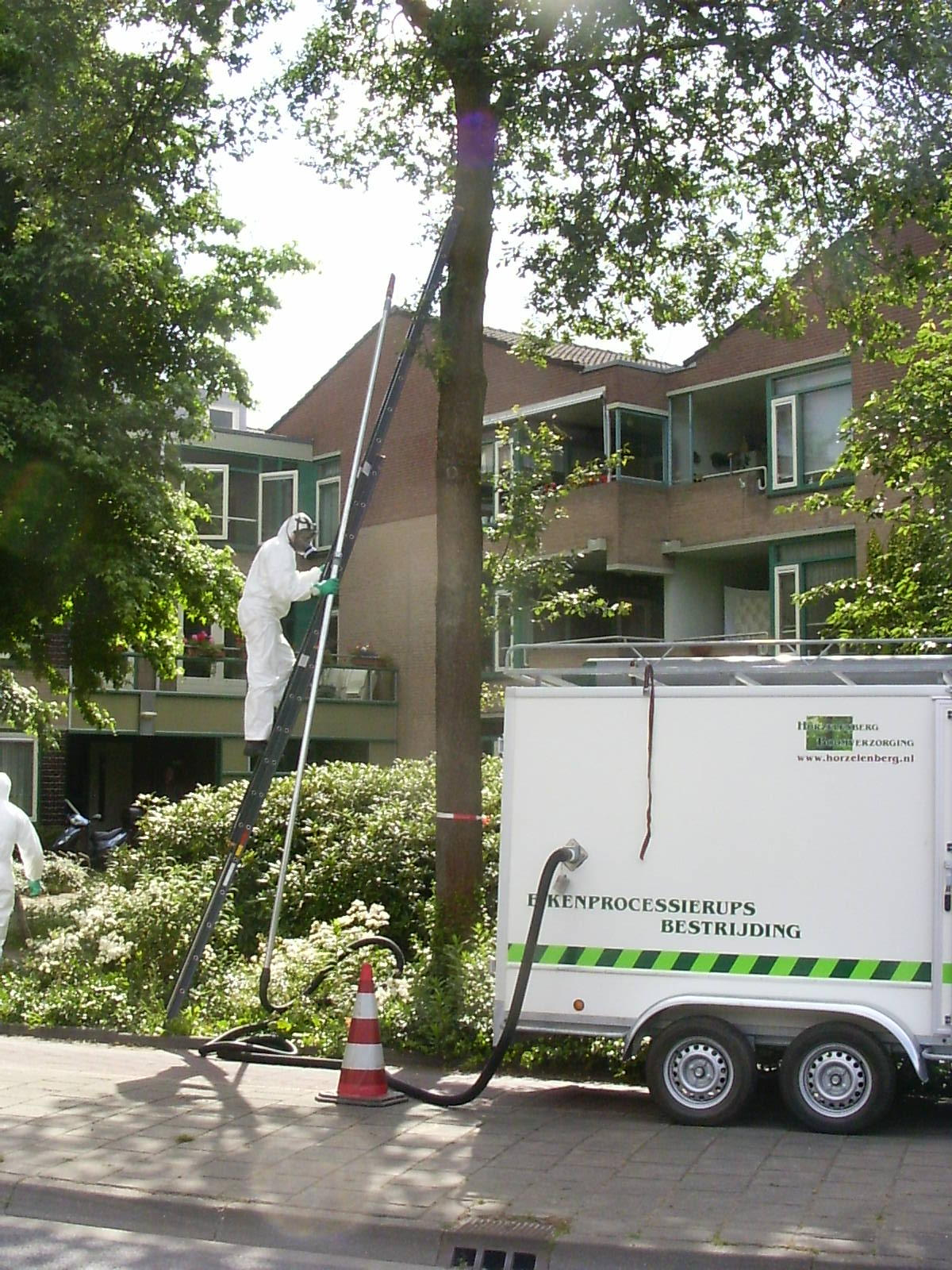
Bekämpning av larver
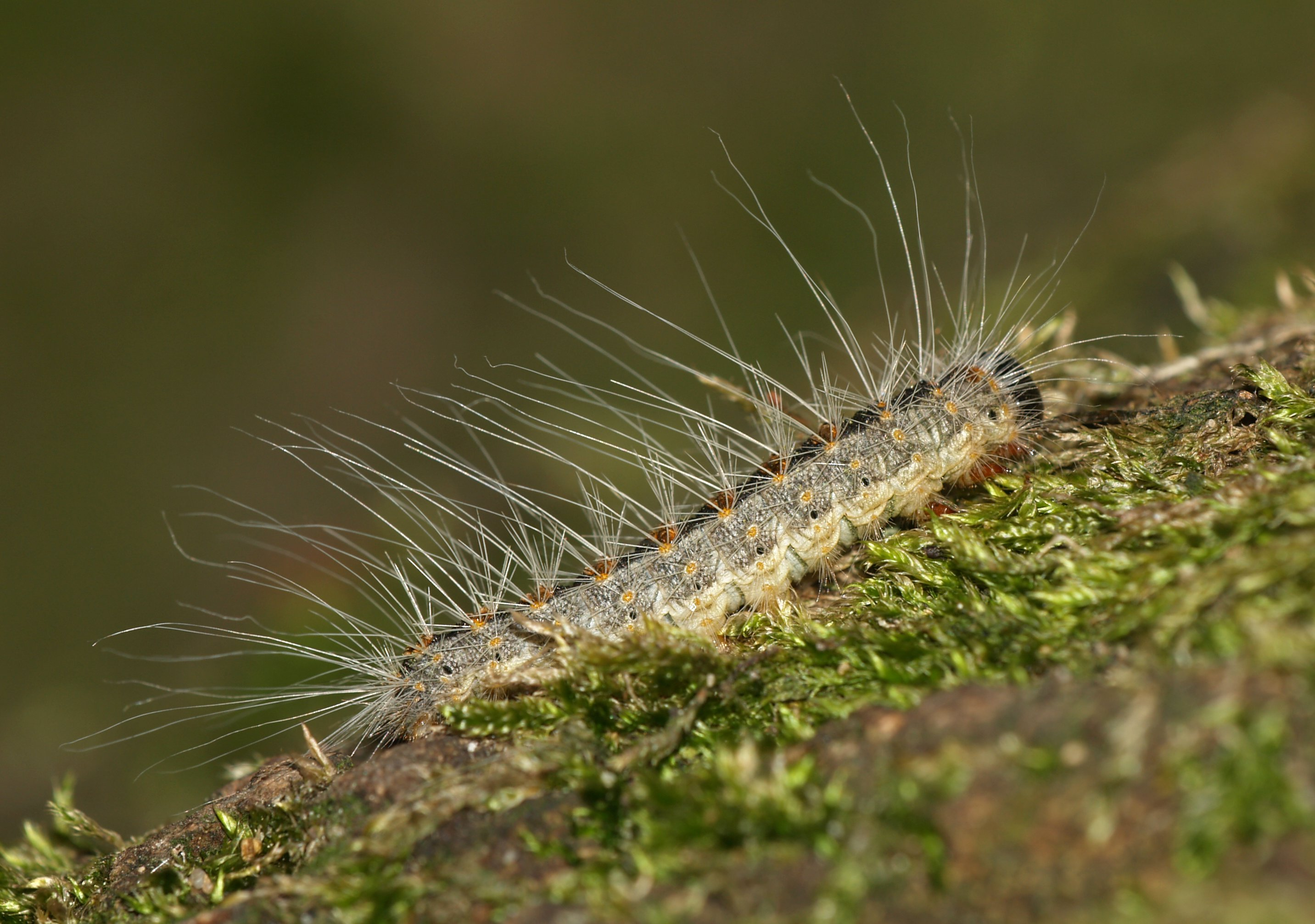
Fjärilslarv